# 九龍巴士67A線
九龍巴士67A線是香港一條新界巴士路線，由九龍巴士（一九三三）有限公司營辦，於2022年7月17日起投入服務，來往屯門（寶田邨）及葵芳（葵翠邨），途經和田邨、菁田邨、富泰邨、景峰花園及屯門市中心，並取道屯門公路往返荃灣及葵芳，全程收費為$10.4。
67A線屬九龍巴士67M線之特別班次，兩者介乎兆康至葵涌一段行車路線相若，但此線於介乎青麟路至屯興路之間只停靠部份巴士站，為和田邨和菁田邨居民提供每日全日往返市區之服務，乘客可於寶田邨或屯門公路轉車站轉乘其他路線往返不同目的地。

## 歷史
在《2019-2020年度巴士路線計劃》中，九巴及運輸署建議67M線增加8輛用車，以開辦全日特別班次67A，總站設於屯門（寶田邨）及葵芳（葵翠邨），走線與67M線相若，惟在抵達青麟路後，繼續駛經紫田路及屯門54區往返寶田，以配合屯門54區未來人口增長。
位於屯門54區的和田邨及菁田邨於2022年起陸續落成，此線遂於同年7月17日起開辦。

## 服務時間及班次
67A線於每日全日提供來回方向之服務。以下服務時間及班次資訊以最近一次更新時（不包括因新型冠狀病毒肺炎疫情而作出的臨時改動）為准。
| 屯門（寶田邨）開     | 屯門（寶田邨）開 | 屯門（寶田邨）開 | 葵芳（葵翠邨）開     | 葵芳（葵翠邨）開 | 葵芳（葵翠邨）開 |
| 日期                 | 服務時間         | 班次（分鐘）     | 日期                 | 服務時間         | 班次（分鐘）     |
| -------------------- | ---------------- | ---------------- | -------------------- | ---------------- | ---------------- |
| 星期一至五           | 05:30－19:30     | 20               | 星期一至五           | 06:30            | 06:30            |
| 星期一至五           | 19:30－23:00     | 30               | 星期一至五           | 07:00－22:00     | 20               |
|                      |                  |                  | 星期一至五           | 22:00－00:00     | 30               |
| 星期六、日及公眾假期 | 05:30－07:30     | 30               | 星期六、日及公眾假期 | 06:30－09:00     | 30               |
| 星期六、日及公眾假期 | 07:30－20:00     | 20               | 星期六、日及公眾假期 | 09:00－22:00     | 20               |
| 星期六、日及公眾假期 | 20:00－23:00     | 30               | 星期六、日及公眾假期 | 22:00－00:00     | 30               |

## 收費
67A線全程收費為$10.8，並設有12歲以下小童及65歲或以上長者半價優惠，當中60歲－64歲香港居民、65歲或以上長者與合資格殘疾人士如以指定八達通繳付67A線的車資，均可享有長者及合資格殘疾人士公共交通票價優惠計劃提供的$2票價優惠。乘客登車時需以現金或八達通卡繳付車資，不設找贖；而每位成人乘客可免費帶同最多兩名四歲以下而且不佔座位的兒童乘車。此外，乘客亦可透過多元化電子支付系統（e度嘟）繳付車資，乘客使用此付款方式不能享有與非九巴／龍運路線之轉乘優惠，亦不能享有「公共交通費用補貼計劃」及「長者及合資格殘疾人士乘車優惠計劃」。
67A線沿途單向分段收費如下：
| 上車地點＼落車地點 | 葵芳（葵翠邨） | 屯門（寶田邨） |
| ------------------ | -------------- | -------------- |
| 荃景圍天橋起       | $5.8           | 不適用         |
| 荃灣眾安街起       | 不適用         | $10.4          |
| 屯門公路轉車站     | 不適用         | $9.6           |
| 屯門官立中學起     | 不適用         | $5.1           |

## 用車
現時67A線主要採用富豪B8L 12米（V6B）行駛，大部份用車皆披上了宣傳此線的車身廣告。

## 行車路線

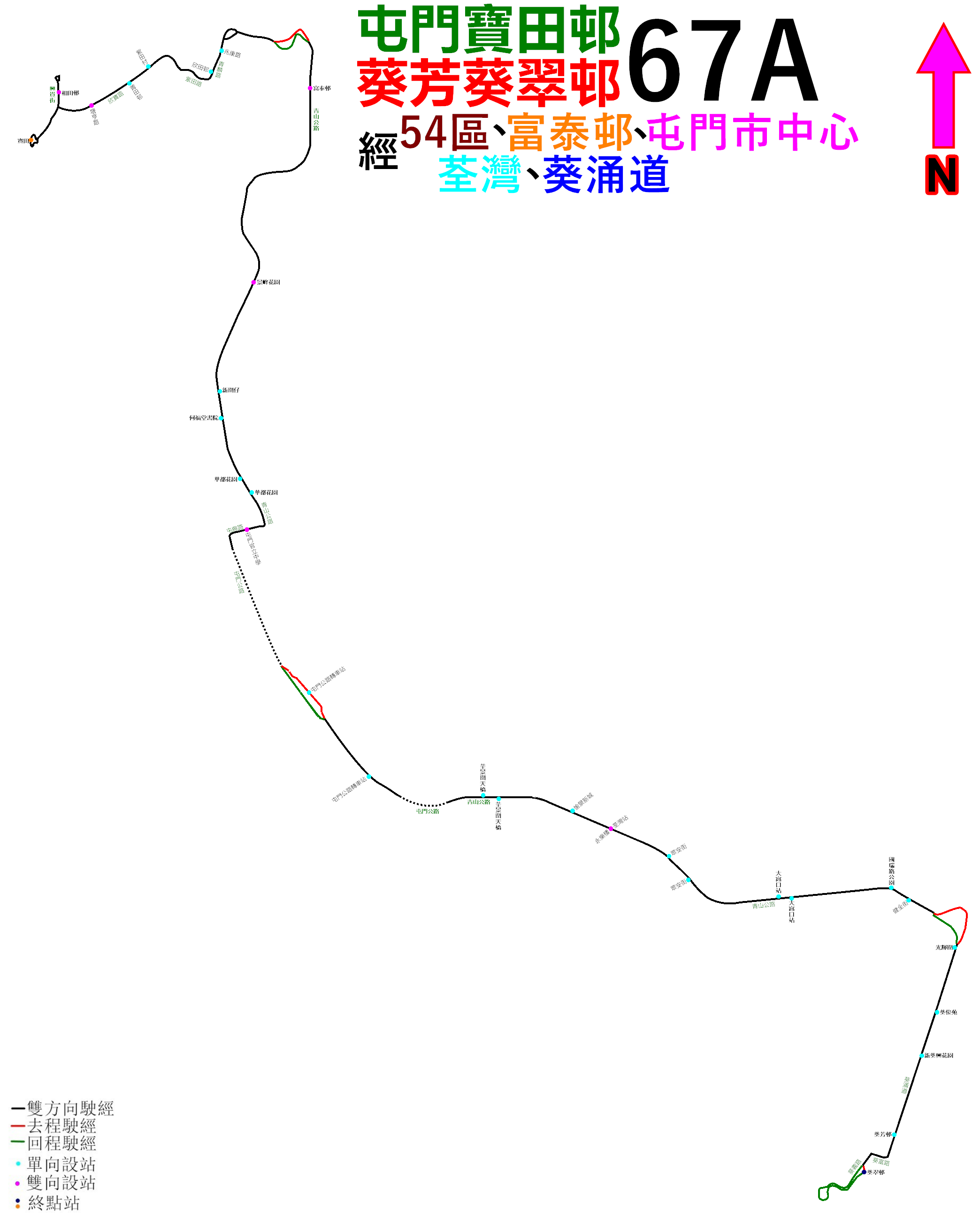
67A線的走線圖

67A線由屯門（寶田邨）開出之班次途經興貴街（北行）、迴旋處、興貴街（南行）、欣寶路、紫田路、青麟路、藍地交匯處、青山公路－嶺南段、青山公路－新墟段、青山公路－青山灣段、屯興路、屯門公路、屯門公路巴士轉乘站、屯門公路、青山公路－荃灣段、青山公路－葵涌段、昌榮路迴旋處、葵涌道、葵富路、葵仁路及葵義路；由葵芳（葵翠邨）開出之班次途經葵義路、葵富路、葵涌道、青山公路－葵涌段、青山公路－荃灣段、屯門公路、屯門公路巴士轉乘站、屯門公路、屯興路、青山公路－青山灣段、青山公路－新墟段、青山公路－嶺南段、藍地交匯處、青麟路、紫田路、欣寶路、興貴街（北行）、迴旋處及興貴街（南行），具體停站請參考資訊框。

## 圖集

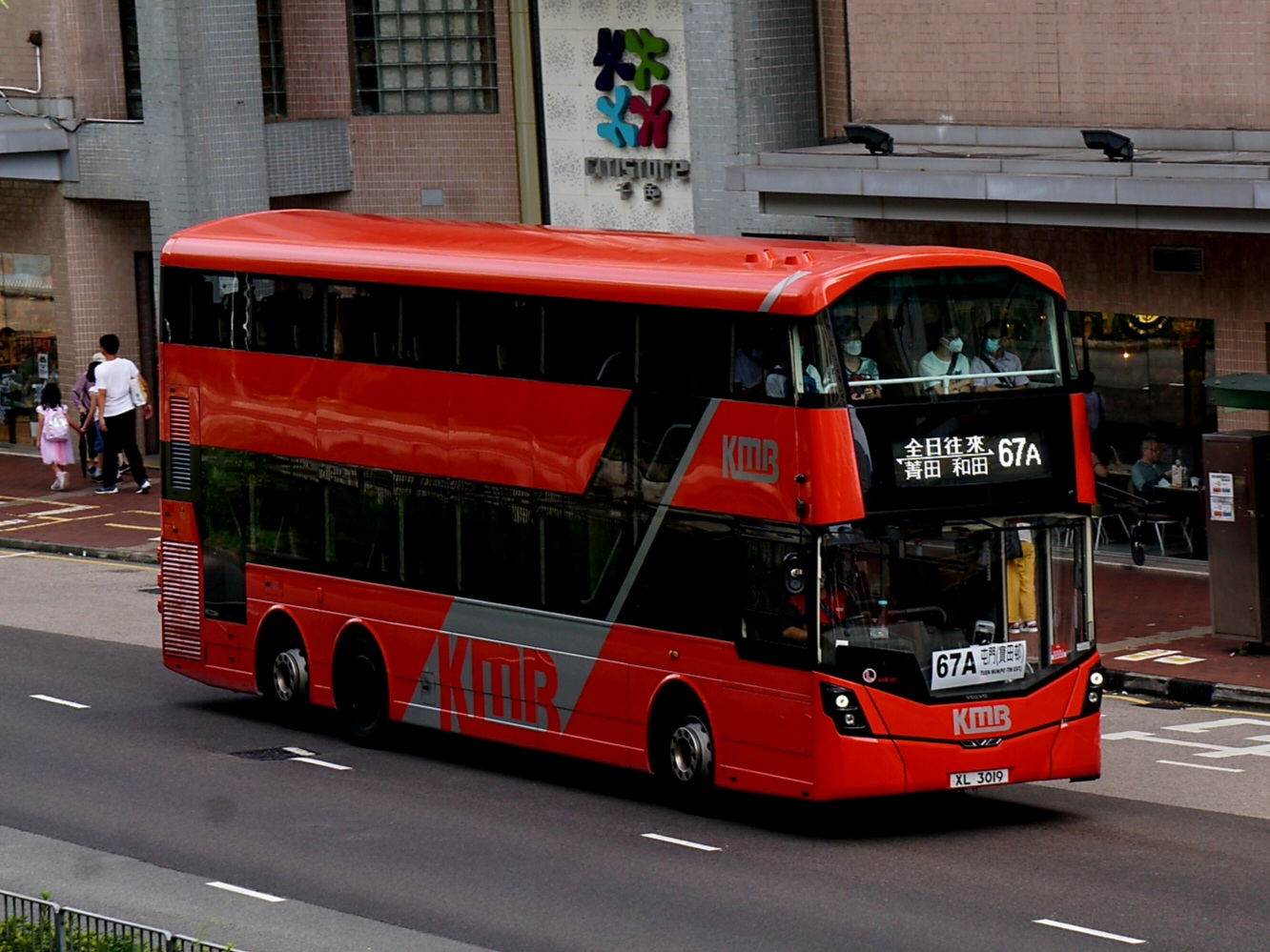
67A線途經眾安街對出一段青山公路－荃灣段
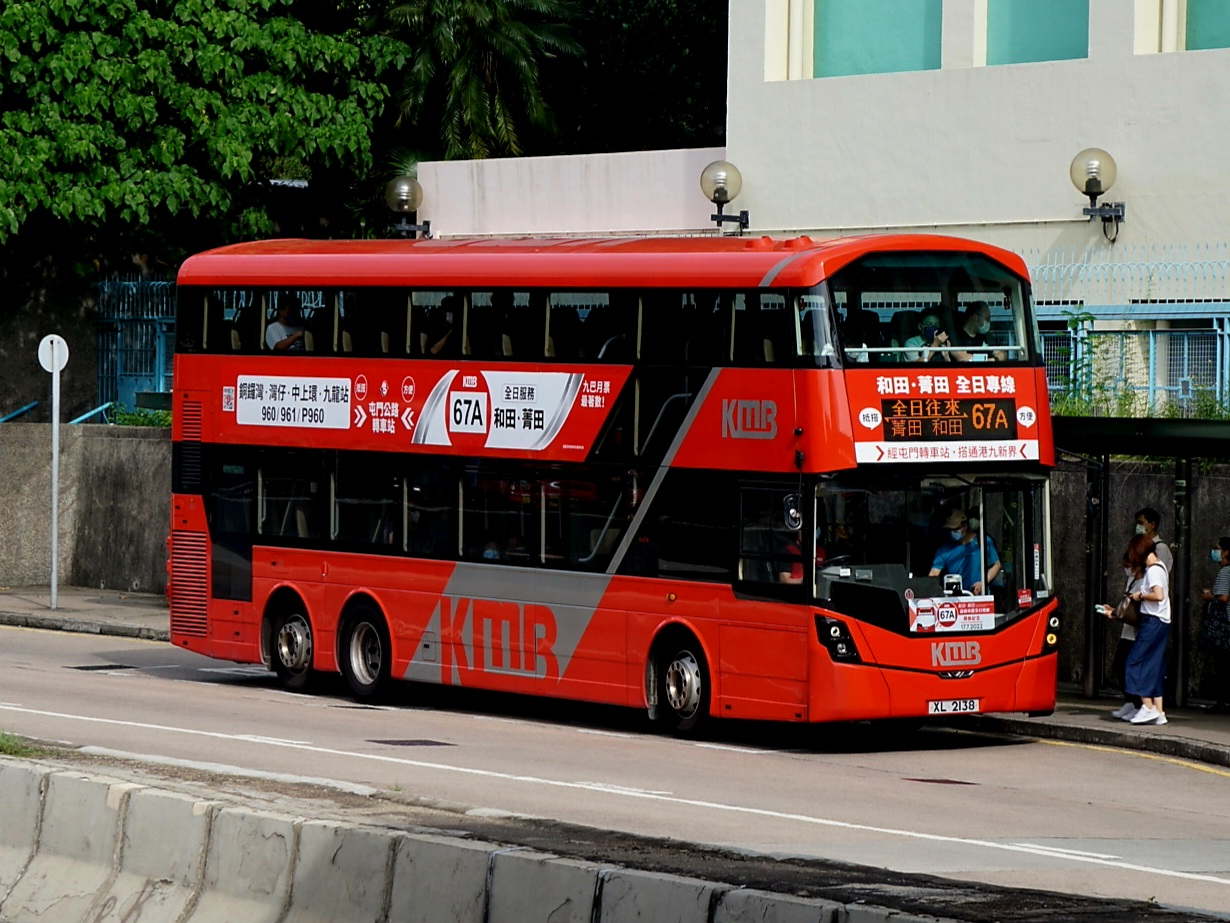
67A線用車V6B190／XL2138披上了宣傳此線的車身廣告